# Philip Bloemendal
Philippus (Philip) Bloemendal (Scheveningen, gemeente Den Haag, 25 juni 1918 – Amersfoort, 22 februari 1999) was een Nederlands nieuwslezer. Hij is vooral bekend als presentator van het Polygoonjournaal tussen 1946 en 1986. Zijn karakteristieke stemgeluid en zijn humor worden nog steeds door veel mensen herkend.

## Leven en werk
Bloemendal werd in Scheveningen geboren als zoon van het orthodox-joodse echtpaar Louis Bloemendal, die al in 1924 overleed, en Rebecka Zilverberg. Hij groeide op in Zandvoort en Haarlem. Na het behalen van zijn HBS-diploma werkte hij korte tijd in de textielbranche. Hij overleefde de Tweede Wereldoorlog door onder te duiken in Enkhuizen en Velp, maar op twee personen na werd zijn hele verdere familie, onder wie zijn moeder, vermoord in het concentratiekamp Auschwitz.
Na de oorlog solliciteerde Bloemendal op aanraden van zijn vrouw bij Radio Herrijzend Nederland. Een jaar later, in 1946, trad hij in dienst van Polygoon, waar hij redacteur-commentator werd bij het bioscoopjournaal. In 1952 werd hij daarvan hoofdredacteur. In 1981 werd hij tevens directeur van Polygoon. Zijn andere taken bleef hij vervullen. Het bioscoopjournaal stopte in 1986. Inmiddels was Bloemendal opgenomen in het Guinness Book of Records als 'langstzittende commentator bij filmjournaals'.
Bloemendal was bij Polygoon een veelzijdig nieuwslezer en redacteur: hij monteerde zelf beeld en geluid, schreef samen met onder meer Kees Stip de teksten en sprak deze uit. Hij was eveneens verantwoordelijk voor het personeelsbeleid en het handhaven van het productiepeil.
De stem van Bloemendal ("de stem van Nederland" genoemd) is in de jaren negentig gebruikt door de Technische Universiteit Eindhoven en TNO bij onderzoek naar de ideale computerstem. Ook was zijn stem vele jaren te horen als halteafroeper op alle toenmalige lijnen in de Amsterdamse metro.
Hij overleed in 1999 in zijn woonplaats Amersfoort en ligt begraven in Leusden op Begraafplaats Rusthof.

## Postuum
Sinds 2002 reikt de Philip Bloemendal Stichting elke twee jaar de Philip Bloemendal Prijs uit aan een jong talent op radio en televisie dat nieuwsberichten en/of actualiteiten op een heldere, persoonlijke manier presenteert, met de nadruk op een goede uitspraak en goed gebruik van de Nederlandse taal. De prijs bestaat uit een geldbedrag van 3.500 euro, dat besteed moet worden aan een opleiding binnen het vakgebied.
Het stemgeluid van Bloemendal en zijn karakteristieke dictie zijn talloze malen nagebootst en geparodieerd, vooral in reclamespots op radio en televisie. Dit gebeurt nog regelmatig, waaruit Bloemendals iconische status blijkt.